# Iglesia de Santa Maria Portae Paradisi

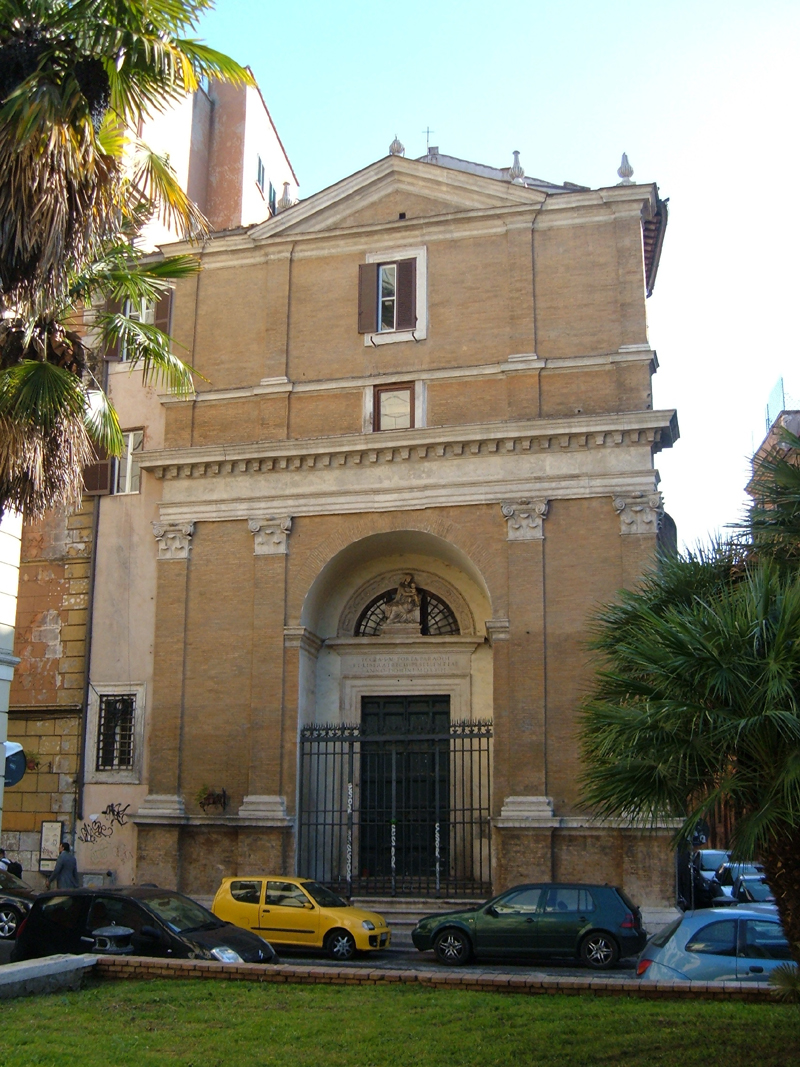
Fachada de Santa Maria Portae Paradisi.

Santa Maria Portae Paradisi es una iglesia católica de Roma, situada en el Campo de Marte, en via Ripetta.

## Historia
Desde el siglo IX se conoce una iglesia en este lugar con el nombre de Santa Maria in Augusta. El apelativo in Porta Paradisi o simplemente Portae Paradisi se debió bien a que en sus alrededores se abrían una de las puertas de la muralla que circundaba el cercano mausoleo de Augusto, llamado paradiseiois, o bien porque era adyacente a la entrada del cementerio del Hospital de Santiago (Ospedale di San Giacomo) y porque en esta iglesia se celebraban los actos fúnebres.

## Edificio actual
En 1523 la iglesia fue reedificada por Antonio da Sangallo el Joven, y a partir de entonces ya fue conocida con su denominación actual. La fachada de la iglesia, obra de Sangallo, mira hacia la via Ripetta. En el tímpano hay un relieve de mármol de la Virgen con el Niño que se atribuye a Andrea Sansovino. El interior, diseñado en 1645 por Giovanni Antonio De Rossi, tiene planta octogonal y está completamente decorado con frescos y estucos. Se conservan pinturas de Lorenzo Greuter y Pietro Paolo Naldini y esculturas de Francesco Brunetti (en el altar mayor), Cosimo Fancelli y Baldassarre Peruzzi (monumento fúnebre de Antonio di Burgos, 1526).